# Columna de Trajà
La Columna Trajana o Columna de Trajà és un monument commemoratiu erigit a Roma per ordre de l'emperador Trajà. Es troba al Fòrum de Trajà, a prop del Quirinal, al nord del Fòrum Romà. Conclosa l'any 114, és una columna de 30 metres d'altura (38 inclòs el pedestal sobre el qual reposa) recorreguda per un baix relleu en espiral que commemora les victòries de Trajà davant els dacis (actualment Romania).
La columna és una de les escultures monumentals més distintives que van sobreviure a la caiguda de Roma. Durant segles els classicistes han vist en els baixos relleus una història visual de les guerres, amb Trajà en el paper d'heroi i Decèbal, rei dels dacis, com el seu digne adversari. Els arqueòlegs han examinat les escenes per obtenir informació sobre els uniformes, les armes, els pertrets i les tàctiques de l'exèrcit romà. I com que Trajà va arrasar la Dàcia, la columna i les escultures dels soldats vençuts que encara queden en peu i que en altre temps van decorar el fòrum, constitueixen per als romanesos d'avui una valuosa referència de quin aspecte van poder tenir i com van poder vestir els seus avantpassats dacis.
La columna es compon de 18 enormes blocs de marbre de Carrara, cadascun dels quals pesa aproximadament 40 tones i té un diàmetre d'uns 4 metres. El fris escultòric complet mesura uns 200 metres i dona 23 vegades la volta a la columna. A l'interior d'aquesta, una escala de cargol de 185 esglaons permet l'accés a una plataforma mirador a la part superior.
Originalment la columna estava rematada amb l'estàtua d'una au, possiblement una àguila, i més tard es va col·locar en el seu lloc una estàtua del mateix Trajà. En 1588 i per ordre del papa Sixt V, aquesta va ser reemplaçada per una estàtua de Sant Pere, que encara es conserva.

## Relleu

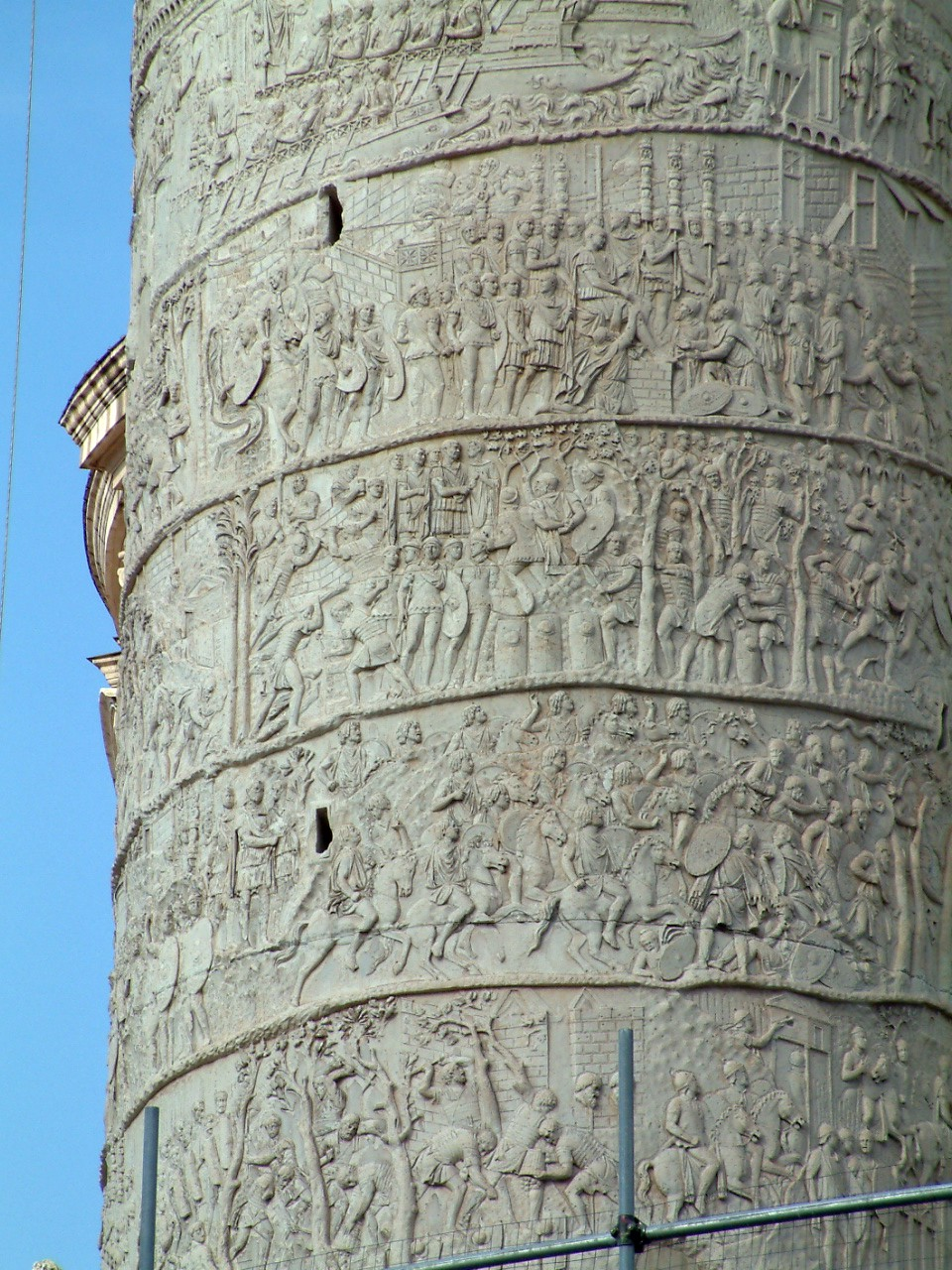
Detall del relleu

El relleu narra dues victorioses campanyes de Trajà contra els dacis: la primera (101-102) i la segona (105-106). Trobem, al mig, a la victòria, Niké (en grec antic) anomenada Victòria (en llatí) pels romans, personatge mitològic també anomenat Astrea, personifica la Justícia com a deessa.
L'escultor (o escultors) no es van esforçar tant en la perspectiva, d'aquesta manera, els escultors podien mostrar més escenes, o més contingut i personatges per escena. El relleu va estar completament policromat. Les representacions tenen el caràcter d'una crònica, donant importància al missatge que tracta de transmetre.
Hi ha 2.662 figures, i apareix el Danubi representat amb la forma d'un ancià. És per això que s'observen moltes simplificacions, com ara la isocefàlia.

## Inscripció
Al pedestal s'hi troba la inscripció següent:
SENATVS·POPVLVSQVE·ROMANVS
IMP·CAESARI·DIVI·NERVAE·F·NERVAE
TRAIANO·AVG·GERM·DACICO·PONTIF
MAXIMO·TRIB·POT·XVII·IMP·VI·COS·VI·P·P·
AD·DECLARANDVM·QVANTAE·ALTITVDINIS
MONS·ET·LOCVS·TANT<IS OPER>IBVS·SIT·EGESTVS
Traduït al català:
El senat i el poble romà, a l'emperador Cèsar Nerva Trajà August Germànic Dàcic, fill del diví Nerva, pontífex màxim, tribú per dissetena vegada, emperador per sisena vegada, cònsol per sisena vegada, pare de la pàtria, per mostrar l'altura que assolien la muntanya i el lloc ara destruïts per aquesta (obra).

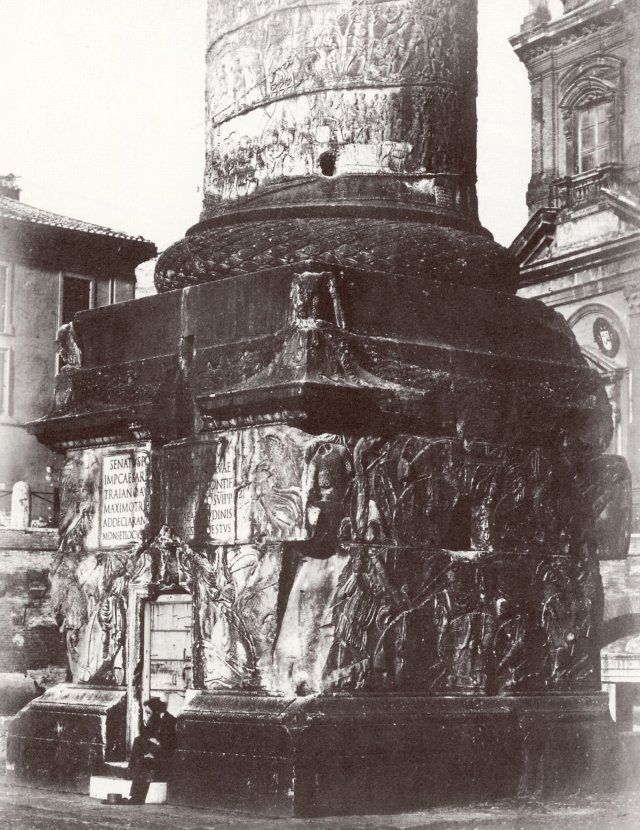
La base de la columna el 1860

En altres paraules, segons la inscripció la columna és tan alta com el turó que anteriorment existia en el mateix lloc.
És potser l'exemple més famós d'escriptura quadrada (majúscules quadrades romanes), un tipus d'escriptura emprada sovint en l'epigrafia, però menys sovint en els manuscrits. Com està pensat per ser llegit des de baix, les lletres inferiors són lleugerament més petites que les superiors, per produir un adequat efecte de perspectiva. Algunes de les divisions de paraules estan marcades amb punts; moltes paraules -sobretot els títols imperials- apareixen en abreviatura. En la inscripció, els numerals es marquen amb un titulus, una barra per sobre de les lletres. Manca una peça petita a la part inferior de la inscripció.
Són lletres geometritzades, enquadrades, que ajuden a facilitar la lectura amb línies marcades i visibles, procedents del mètode de fer les lletres a pinzell abans de gravar-les.
Les lletres de les inscripcions del Fòrum de Roma, són el model de la lletra majúscula llatina. Els gravadors del Renaixement i del Barroc les van prendre expressament com a model, seguint el model de la lletra cal·ligràfica lettera antica formata o humanista de Poggio Bracciolini; la Garamond, o la cèlebre i més recent Times New Roman d'Stanley Morison segueix models del segle xviii. El modern tipus de lletra per a ordinadorsTrajan, dissenyat en 1989 per Carol Twombly (que va treballar per Adobe Systems i per Bigelow & Holmes) s'inspira en l'utilitzat en aquesta inscripció.

## Propòsit

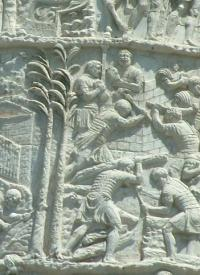
Detall

La finalitat de la Columna de Trajà era triple: guardava les restes de Trajà, commemorava la conquesta de la Dàcia com a victòria de Trajà i assenyalava fins on arribava la muntanya desplaçada pel fòrum.
També era un monument propagandístic, per glorificar la seva imatge. No obstant això, és possible que l'estructura no pogués ser vista, ja que potser estava envoltada per altres construccions al Fòrum de Trajà. A més, donada l'evident dificultat que comporta seguir el relleu de principi a fi, no sembla haver estat molt eficaç com a instrument de propaganda. Segons la inscripció, la columna va poder haver estat un indicador de mesures per a la construcció del Fòrum.
En el 117 Trajà mor. El Senat romà va decidir incinerar el seu cadàver i portar les seves cendres fins a Roma per allà rebre l'homenatge de tot el poble, que considerava a Trajà com el millor dels seus governants. Es va construir una urna d'alabastre recoberta d'or i ivori per a contenir les cendres de l'emperador i la caixa es va dipositar a la base.
Passats els segles i després de les destruccions sobrevingudes per les invasions dels bàrbars, es va perdre la pista de l'urna. Cap a 1620 un antiquari romà va oferir al duc d'Alcalá, ambaixador de Felip IV, una urna que li va assegurar era la mateixa que contenia les cendres de l'emperador romà. El duc, gran col·leccionista, sense dubtar-ho la va comprar i la va enviar al seu palau de Sevilla, on va instal·lar el preuat objecte en un prestatge que presidia la biblioteca.